# 莫又銘
莫又銘（1961年10月6日—），中華民國陸軍中將（退役），畢業於陸軍官校正53期（1984年班；73年班)，臺東縣人，籍貫江蘇省東台縣，現任國防工業發展基金會董事、台船董事、大南汽車董事，曾任國防部常務次長、陸軍副司令、憲兵指揮官、陸軍十軍團指揮官、參謀本部訓練參謀次長、陸軍馬防部指揮官、陸軍東引地區指揮官，並在陸軍十軍團指揮官任內參與823水災中部地區救災指揮。
2021年11月1日屆齡退伍，國防部常務次長由陸軍副司令房茂宏中將升任。

## 荣誉

### 中华民国勋章奖章
- 陆海空军甲种二等奖章（2017年9月30日于台北博爱营区颁授[2]）
- 四等宝鼎勋章（2021年2月5日于台北博爱营区颁授[3]）